# Маниваки (Квебек)
Маниваки (фр. Maniwaki) је град у Канади у покрајини Квебек. Према резултатима пописа 2011. у граду је живело 3.930 становника.

## Становништво
Према резултатима пописа становништва из 2011. у граду је живело 3.930 становника, што је за 4,2% мање у односу на попис из 2006. када је регистровано 4.102 житеља.
| 2006. | 2011. |
| ----- | ----- |
| 4.102 | 3.930 |